# NGC 3190
NGC 3190 (również PGC 30083 lub UGC 5559) – galaktyka spiralna (Sa), znajdująca się w gwiazdozbiorze Lwa. Została odkryta 12 marca 1784 roku przez Williama Herschela.

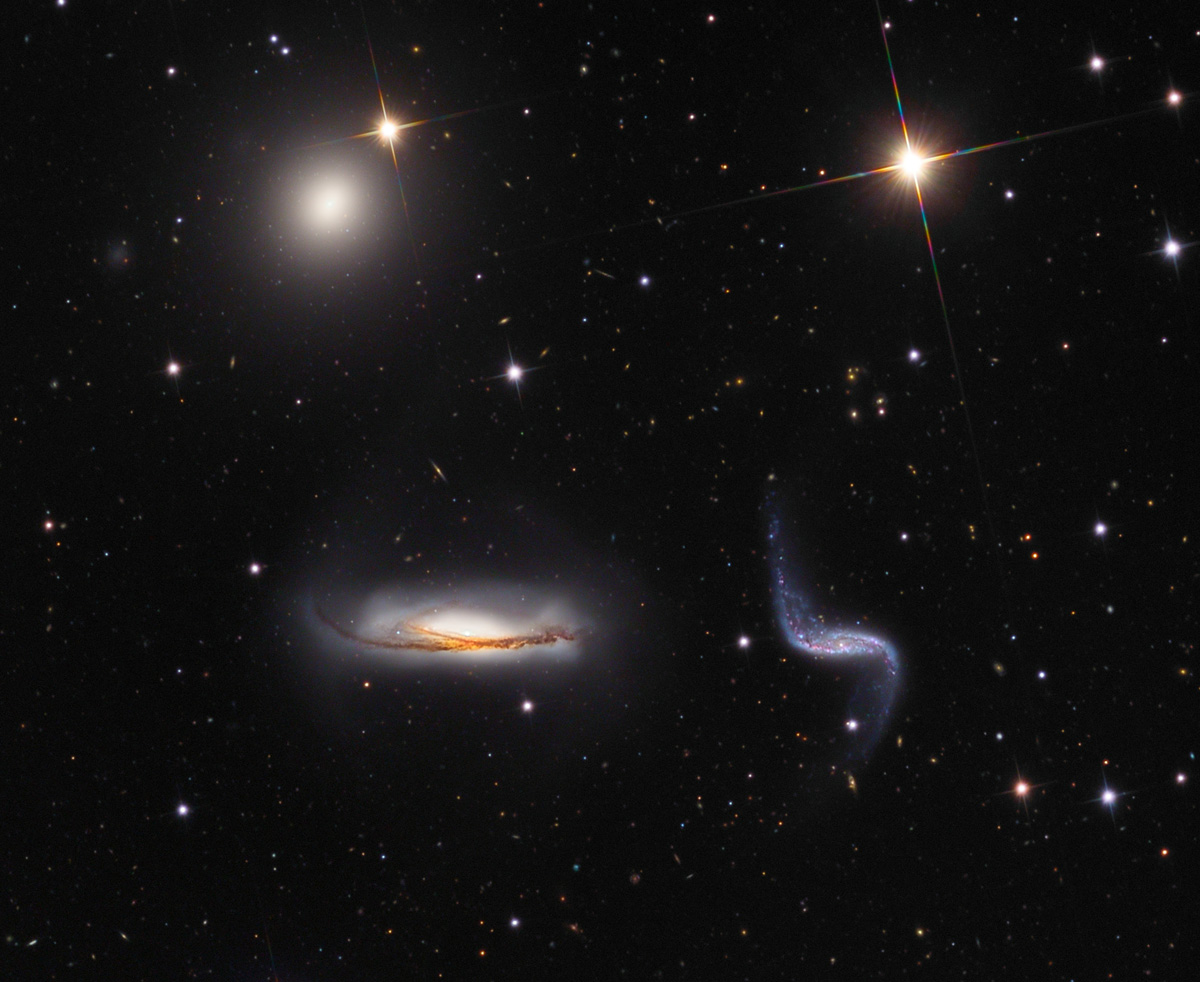
Arp 316: NGC 3190 (u dołu z lewej), NGC 3193 (u góry z lewej) i NGC 3187 (z rozwiniętymi ramionami)

NGC 3190 wraz z sąsiednimi galaktykami NGC 3187 i NGC 3193 została skatalogowana jako Arp 316 w Atlasie Osobliwych Galaktyk. Te trzy galaktyki oraz dodatkowo NGC 3185 stanowią zwartą grupę Hickson 44, a NGC 3190 jest jej największym członkiem. Grawitacyjne oddziaływania pływowe NGC 3190 z innymi galaktykami tej grupy są prawdopodobną przyczyną wygięcia dysku galaktycznego oraz asymetrii jej ramion spiralnych.
Galaktyka ta ma 75 000 lat świetlnych średnicy.
W galaktyce tej zaobserwowano supernowe SN 2002bo i SN 2002cv.